# Der Wolf (Fernsehreihe)
Der Wolf (Originaltitel: Varg Veum) ist eine norwegische Kriminalfernsehreihe um den Privatdetektiv Varg Veum. Sie basiert auf der gleichnamigen Romanreihe des norwegischen Autors Gunnar Staalesen.

## Inhalt
Varg (norwegisch: „Wolf“) Veum, gespielt von Trond Espen Seim, ist Privatdetektiv in der norwegischen Hafenstadt Bergen. Er ist ehemaliger Sozialarbeiter, geschieden und Alkoholiker und wird als eigenbrötlerisch und ruppig charakterisiert. Von der Schlechtigkeit der Welt überzeugt, überschreitet er bei der Lösung der oft gewalttätigen Fälle mitunter die Grenzen der Legalität. Seine Darstellung ist beeinflusst von der Romanfigur Philip Marlowe des US-amerikanischen Romanautors Raymond Chandler. Jede Folge erzählt eine eigenständige Handlung. Veums Aufträge überschneiden sich dabei stets mit den Ermittlungen des Polizeikommissars Jacob Hamre, gespielt von Bjørn Floberg.

## Produktion
Die Verfilmung der ersten Staffel wurde 2006 durch die Produktionsgesellschaften SF Norge aus Norwegen und Miso Film aus Dänemark angekündigt. Kooperationspartner waren die Fernsehsender TV 2 (Norwegen), ARD (über die Produktionsgesellschaft Degeto Film, Deutschland), TV 4 (Schweden), Canal+ Skandinavien und Yle (Finnland). Das Budget der ersten Staffel betrug 10,5 Millionen Euro, unterstützt wurde das Projekt vom norwegischen Filmfonds (Norsk Filmfond). Die erste und vierte Episode sowie die gesamte zweite Staffel erschienen in Norwegen als Kinofilme. In Deutschland erfolgte die Erstausstrahlung im öffentlich-rechtlichen Fernsehen bei Das Erste (Staffel 1) und beim ZDF (Staffel 2).

## Episoden

### Staffel 1
| Nr. (ges.) | Nr. (St.) | Deutscher Titel         | Originaltitel         | Erstausstrahlung Norwegen | Deutschsprachige Erstausstrahlung (D) | Regie                |
| ---------- | --------- | ----------------------- | --------------------- | ------------------------- | ------------------------------------- | -------------------- |
| 1          | 1         | Das vermisste Mädchen   | Bitre blomster        | 28. Sep. 2007             | 23. März 2008                         | Ulrik Imtiaz Rolfsen |
| 2          | 2         | Dunkle Geschäfte        | Tornerose             | 13. Jan. 2008             | 24. März 2008                         | Erik Richter Strand  |
| 3          | 3         | Dein bis in den Tod     | Din til døden         | 12. März 2008             | 10. Apr. 2009                         | Erik Richter Strand  |
| 4          | 4         | Gefallene Engel         | Falne engler          | 4. Apr. 2008              | 11. Apr. 2009                         | Morten Tyldum        |
| 5          | 5         | Auf eigene Faust        | Kvinnen i kjøleskapet | 17. Sep. 2008             | 12. Apr. 2009                         | Alexander Eik        |
| 6          | 6         | Tote Hunde beißen nicht | Begravde hunder       | 15. Okt. 2008             | 13. Apr. 2009                         | Alexander Eik        |

### Staffel 2
| Nr. (ges.) | Nr. (St.) | Deutscher Titel      | Originaltitel              | Erstausstrahlung Norwegen | Deutschsprachige Erstausstrahlung (D) | Regie               |
| ---------- | --------- | -------------------- | -------------------------- | ------------------------- | ------------------------------------- | ------------------- |
| 7          | 1         | Zeichen an der Wand  | Skriften på veggen         | 27. Aug. 2010             | 14. Sep. 2014                         | Stefan Faldbakken   |
| 8          | 2         | Schwarze Schafe      | Svarte får                 | 21. Jan. 2011             | 28. Sep. 2014                         | Stephan Apelgren    |
| 9          | 3         | Gefährten des Todes  | Dødens drabanter           | 8. Apr. 2011              | 6. Mai 2013                           | Stephan Apelgren    |
| 10         | 4         | Geschäft mit dem Tod | I mørket er alle ulver grå | 4. Nov. 2011              | 15. Okt. 2012                         | Alexander Eik       |
| 11         | 5         | Den Tod vor Augen    | De døde har det godt       | 20. Jan. 2012             | 21. Okt. 2013                         | Erik Richter Strand |
| 12         | 6         | Kalte Herzen         | Kalde hjerter              | 30. März 2012             | 2. Nov. 2014                          | Trond Espen Seim    |

## Rezeption
„One-Man-Show, die sich stetig steigert.“

„(Fernseh-)Krimi […], der sich um eine spezielle Atmosphäre und eigenwillige Personenzeichnung bemüht.“